# Institut for Systembiologi
Institut for Systembiologi (kort form DTU Systembiologi) er et institut på Danmarks Tekniske Universitet ved Lyngby. Instituttet opstod i 2001 ved sammenlægningen af: Institut for Biokemi og Ernæring, Institut for Bioteknologi og Institut for Mikrobiologi og hed mellem 2001-2008 BioCentrum-DTU. DTU Systembiologi blev i 2016 delt i to nye institutter; DTU Bioengineering og DTU Bioinformatik. Instituttet var det største på DTU, målt i antal medarbejdere, publikationer (kvantitet ikke kvalitet/Impact) og ph.d.-studerende.

## Uddannelser
Instituttet udbyder bacheloruddannelser i Bioteknologi og Sundhed og Produktion samt kandidatuddannelser i Bioteknologi og Systembiologi. Desuden kan man blive diplomingeniør i Kemi- og bioteknologi.

## Forsknings-centre og grupper
- Center for Mikrobiel Bioteknologi (CMB)
- Center for Systemmikrobiologi (CSM)
- Enzym og Proteinkemi (EPC)
- Levnedsmiddelcentret (LMC)

## Biobrændsel
13. september 2006 blev BioCentrums nye pilotanlæg "MaxiFuel" indviet. Anlægget var det første af sin slags i verden. Det nye anlæg producerer bl.a. biobrændsel, bioethanol, ud af halm, det såkaldte "2. generations bioethanol". Udover dette udvikler anlægget også metan, hydrogen og et fast restprodukt med næsten samme brændværdi som kul. De sidste restprodukter der er tilovers sendes igennem processen igen og anlægget udnytter således den tilførte biomasse optimalt.
Anlægget var designet helt af BioCentrums medarbejdere. Desuden bistod Novozymes med de nødvendige enzymer mens Energi2 stod for den anvendte biomasse.
I forbindelse med universitetsreformen overgik bioanlægget 1. januar 2007 til Risø DTU.

## Eksterne kilder/henvisning
- Institut for Systembiologi Arkiveret 11. november 2012 hos  Wayback Machines hjemmeside.

55°47′16.8″N 12°31′15.4″Ø / 55.788000°N 12.520944°Ø
|  | Denne artikel om lokaliteten Institut for Systembiologi kan blive bedre, hvis der indsættes et (bedre) billede. Du kan hjælpe ved at afsøge Wikimedia Commons for et passende billede eller lægge et op på Wikimedia Commons med en af de tilladte licenser og indsætte det i artiklen. |